# JAMA Otolaryngology - Head & Neck Surgery
JAMA Otolaryngology - Head & Neck Surgery is een internationaal, aan collegiale toetsing onderworpen wetenschappelijk tijdschrift op het gebied van de
otorinolaryngologie en de hoofd-nek chirurgie.
De naam wordt in literatuurverwijzingen meestal afgekort tot JAMA Otolaryngol. Head Neck Surg.
Het wordt uitgegeven door de American Medical Association namens de American Academy of Facial Plastic and Reconstructive Surgery en verschijnt maandelijks.
Het tijdschrift werd opgericht in 1925 onder de naam Archives of Otolaryngology.
Van 1950 tot en met 1960 werd het gepubliceerd onder de naam A.M.A. Archives of Otolaryngology, en van 1960 tot en met 1985 als Archives of Otolaryngology.
In 1986 werd de naam Archives of Otolaryngology - Head and Neck Surgery.
De huidige naam is ingevoerd in 2013.